# Suzanne Collins
Suzanne Collins (rođena 10. kolovoza 1962.) suvremena je američka spisateljica i romanospisateljica, najpoznatija kao autor najprodavanijih serija Underland Chronicles i trilogije Igre gladi (Igre gladi, Plamen i Šojka rugalica).

## Životopis
Collins je kći američkog ratnog pilota, časnika koji je služio u Vijetnamskom ratu. S obzirom na to da je kći vojnog časnika, ona i njezina obitelj neprestano su selili. Djetinjstvo je provela u istočnom dijelu Sjedinjenih Američkih Država. Pohađala je srednju školu Carver High School u Alabami.U školi je bila najbolja što se tiče umjetnosti, točnije, jako ju je zanimalo kazalište. Diplomirala je na sveučilištu Indiana University. Collins sada živi u Connecticutu s mužem i dvoje djece.
Suzanne Collins karijeru započinje 1991. kao pisac dječjih televizijskih emisija. Radila je na nekoliko televizijskih emisija za Nickelodeon (američki televizijski program za djecu i mlade), uključujući i Clarissa objašnjava sve, Tajanstvene Datoteke Shelby Woo, Little Bear i Oswalda. Bila je i glavna spisateljica za Scholastic Entertainment (također američki televizijski program za djecu, odnosno školarce).
Nakon susreta s autorom dječjih knjiga, James Proimos, Collins je dobila nadahnuće da i sama piše dječje knjige. Njena inspiracija za Underland Chronicles, prvu knjigu, došla je iz priče Alisa u zemlji čudesa, kad je razmišljala o tome kako je veća mogućnost da netko padne u šaht, nego u zečju rupu (ukratko, u knjizi se radi o pustolovinama dječaka Gregora koji živi u skrivenom svijetu ispod New Yorka). Između 2003. i 2007. godine napisala je pet knjiga o Underland Chronicles: Gregor Overlander, Gregor and the Prophecy of Bane, Gregor and the Curse of the Warmbloods, Gregor and the Marks of Secret, and Gregor and the Code of Claw (ne postoji službeni prijevod knjiga jer su u ostatku svijeta još uvijek nepoznate). 
U rujnu 2008, Scholastic Press objavio je Igre gladi, prvu knjigu trilogije Suzanne Collins. Roman Igre gladi djelomično je nadahnut grčkim mitom Tezej i Minotaur. Druga inspiracija bila je očeva karijera u zrakoplovstvu koja joj je pomogla u boljem razumijevanju siromaštva, gladi i posljedica rata. Druga knjiga, Plamen, objavljena je u rujnu 2009, a njezina treća knjiga, Šojka rugalica, objavljena je 24. kolovoza 2010. Igre gladi bile su u New York Timesu 15 mjeseci za redom zabilježene kao najprodavanije knjige.
Collins je nakon toga sama prilagodila roman za snimanje filma.

## Publikacije

### The Underland Chronicles
1. Gregor the Overlander (2003)
2. Gregor and the Prophecy of Bane (2004)
3. Gregor and the Curse of the Warmbloods (2005)
4. Gregor and the Marks of Secret (2006)
5. Gregor and the Code of Claw (2007)

### Igre gladi
1. Igre gladi (2008)
2. Plamen (2009)
3. Šojka rugalica (2010)
4. The Ballad of Songbirds and Snakes (2020)

### Ostale knjige
- Fire Proof: Shelby Woo #11 (1999)
- When Charlie McButton Lost Power (2005)
- Year of the Jungle (2013)

## Nagrade
- 2011 – California Young Reader Medal
- Publishers Weekly's Best Books of the Year: Children's Fiction
- An American Library Association Top 10 Best Books For Young Adult Selection
- An ALA Notable Children's Book
- 2008 CYBIL Award – Fantasy and Science Fiction
- KIRKUS Best Young Adult Book of 2008
- A Horn Book Fanfare
- School Library Journal Best Books of 2008
- A Book List Editor's Choice, 2008
- NY Public Library 100 Titles for Reading and Sharing
- 2004 NAIBA Children's Novel Award
- 2006 ALSC Notable Children's Recording (audio version)
- 2016 Authors Guild Award for Distinguished Service to the Literary Community

## Vanjske poveznice
- Službena stranica (engl.)